# Daniel Crista
Daniel Crista (Reșița, 19 januari 1991) is een Roemeens Baan- en wegwielrenner.
Tijdens de Europese kampioenschappen baanwielrennen in 2020 behaalde hij een derde plaats op de puntenkoers.

## Palmares

### Wegwielrennen
2018
Proloog Ronde van Szeklerland
2019
Proloog Ronde van Szeklerland
2020
 Roemeens kampioen op de weg, Elite

### Baanwielrennen
| Jaar  | RK                                                                                            | EK          | WK    | Overig |
| Elite | Elite                                                                                         | Elite       | Elite | Elite  |
| ----- | --------------------------------------------------------------------------------------------- | ----------- | ----- | ------ |
| 2018  | achtervolging, puntenkoers · teamsprint                                                       |             |       |        |
| 2019  | achtervolging, ploegenachtervolging · omnium                                                  |             |       |        |
| 2020  | achtervolging, ploegenachtervolging · puntenkoers, scratch · omnium, 1km tijdrit · teamsprint | puntenkoers |       |        |